# Magtens Korridorer
Magtens Korridorer ist eine dänische Rockband aus Kopenhagen.

## Geschichte
Die Band wurde im Jahre 1995 von Studenten der Universität Kopenhagen gegründet. Zum Bandnamen wurde der dänische Titel des Romans Korridore der Macht von Charles Percy Snow. Ein Jahr nach der Bandgründung veröffentlichte die Band ein Demo, mit dem die Musiker für Aufsehen sorgten. Insbesondere das Lied Hestevisen wurde sehr oft im nationalen dänischen Radio gespielt. Trotz dieses Erfolges wurde den Musikern kein Plattenvertrag angeboten. Erst im Jahre 1998 veröffentlichten Magtens Korridorer ihr Debütalbum Bagsiden af medaljen, das nicht an den Erfolg des Demos anknüpfen konnte.
Erst ab 2003 kam die Band, diesmal mit beinahe ganz neuem Line-Up, wieder zusammen, die zwei Jahre später das Album Friværdi veröffentlichte, welches die Radiohits ''Lorteparforhold'', ''Nordhavn Station'' und ''Picnic (På Kastellet)'' enthielt. Die Musiker gewannen den Talentwettbewerb KarriereKanonen und das Album erreichte Platz elf der dänischen Albumcharts. Friværdi wurde mit Platin ausgezeichnet. Ein Jahr später eröffnete die Band das Roskilde-Festival. Gleichzeitig kam eine zweite Version von Friværdi auf den Markt, welche neben Musikvideos auch den neuen Song ''Morgan'' sowie ein Cover und einige Live-Tracks enthielt. Bei den Danish Music Awards wurden Magtens Korridorer als beste neue Band ausgezeichnet. Im Jahre 2007 wurde das dritte Album Det krøllede håb veröffentlicht, das Platz zwei der dänischen Albumcharts erreichte und ebenfalls Platin erhielt. Der Erfolg der Single ''Pandora'' unterstützte die Verkaufszahlen des Albums. 
2009 folgte das Album Milan Allé, welches an den Erfolg des Vorgängers anknüpfte. Der Titeltrack des Albums wurde zu einem weiteren Radio-Erfolg für die Band.
2011 veröffentlichte die Band ihr fünftes Album, Imperiet falder. Der Song ''Kom Og Mærk'' konnte sich ebenfalls in den Charts platzieren. 
2014 folgte das sechste Album der Band, Før Alting Bliver Nat.
2018 erschien das siebte Album der Band, Halv Til Heldt. 
2021 brachte die Band ihr achtes Album, Club Promise auf den Markt. Auf diesem Album experimentiert die Band erstmals mit ruhigeren und elektronischen Klängen. 
Im Jahr 2022 erschienen Reissues auf Vinyl zu den Alben Friværdi und Det krøllede håb.

## Diskografie

### Studioalben
| Jahr | Titel                 | Höchstplatzierung, Gesamtwochen, AuszeichnungChartsChartplatzierungen (Jahr, Titel, Platzierungen, Wochen, Auszeichnungen, Anmerkungen) | Anmerkungen                              |
| Jahr | Titel                 | DK | Anmerkungen                              |
| ---- | --------------------- | --- | ---------------------------------------- |
| 1998 | Bagsiden af medaljen  | — | Erstveröffentlichung: 20. März 1998      |
| 2005 | Friværdi              | DK11 ×4Vierfachplatin · (29 Wo.)DK | Erstveröffentlichung: 26. September 2005 |
| 2007 | Det krøllede håb      | DK2 Platin · (14 Wo.)DK | Erstveröffentlichung: 8. Oktober 2007    |
| 2009 | Milan Allé            | DK3 Gold · (21 Wo.)DK | Erstveröffentlichung: 28. September 2009 |
| 2011 | Imperiet falder       | DK2 Gold · (18 Wo.)DK | Erstveröffentlichung: 31. Oktober 2011   |
| 2012 | Spil noget vi kender! | DK4 Platin · (18 Wo.)DK | Erstveröffentlichung: 8. Oktober 2012    |
| 2014 | Før alting bliver nat | DK2 Gold · (13 Wo.)DK | Erstveröffentlichung: 22. September 2014 |
| 2018 | Halvt til helt        | DK4 (2 Wo.)DK | Erstveröffentlichung: 23. Februar 2018   |
| 2021 | Club Promise          | DK2 (1 Wo.)DK | Erstveröffentlichung: 16. April 2021     |

### Livealben
| Jahr | Titel         | Höchstplatzierung, Gesamtwochen, AuszeichnungChartsChartplatzierungen (Jahr, Titel, Platzierungen, Wochen, Auszeichnungen, Anmerkungen) | Anmerkungen |
| Jahr | Titel         | DK | Anmerkungen |
| ---- | ------------- | --- | ----------- |
| 2013 | Smukfest 2012 | DK17 (1 Wo.)DK |             |

Weitere Livealben
- 2003: Magtens Korridorer i Humlebyen
- 2003: Stengade Live

### EPs
- 1995: Intet nyt under solen
- 1996: Den første

### Singles
| Jahr | Titel Album                          | Höchstplatzierung, Gesamtwochen, AuszeichnungChartsChartplatzierungen (Jahr, Titel, Album, Platzierungen, Wochen, Auszeichnungen, Anmerkungen) | Anmerkungen |
| Jahr | Titel Album                          | DK | Anmerkungen |
| ---- | ------------------------------------ | --- | ----------- |
| 2007 | Pandora –                            | DK22 Gold · (3 Wo.)DK |             |
| 2009 | Milan Allé                           | DK11 Platin · (9 Wo.)DK |             |
| 2011 | Kom og mærk Imperiet falder          | DK36 (2 Wo.)DK |             |
| 2014 | Giv mig en dag Før alting bliver nat | DK14 (1 Wo.)DK |             |
| 2014 | Sorte stråler Før alting bliver nat  | DK37 (1 Wo.)DK |             |

Weitere Lieder mit Auszeichnungen
- 2005: Nordhavn Station (DK: Gold)
- 2005: Picnic (På Kastellet) (DK: Gold)
- 2013: Eventyr For Drømmere (mit TV-2, DK: Gold)
- 2019: Lorteparforhold (DK: Platin)